# Schenkenzell
Schenkenzell település Németországban, azon belül Baden-Württembergben. Lakosainak száma 1882 fő (2023. december 31.). Schenkenzell Schiltach, Wolfach, Bad Rippoldsau-Schapbach, Alpirsbach és Aichhalden községekkel határos.

## Népesség
A település népessége az elmúlt években az alábbi módon változott:
| Lakosok száma | 2113 | 2215 | 2199 | 2055 | 1912 | 1971 | 1963 | 1809 | 1765 | 1882 |
|               | 1961 | 1967 | 1974 | 1980 | 1987 | 1993 | 2000 | 2006 | 2013 | 2023 |